# Jane Darling
Jane Darling, född 9 juli 1945, är en brittisk dansare, verksam i Sverige som adjunkt i jazzdans.
Darling började sin professionella utbildning vid Arts and Education Trust School i London. Utbildningen hade fokus på balett (RAD Royal Academy of Dance och Cecchetti), men innehöll också jazz, steppdans, karaktär och mim. Jane började tidigt arbeta professionellt och 1963, vid 18-års ålder, började hon som dansare på The London Palladium i West End med koreografi och modern balett av Michael Chernley. Hon var ledande dansare inom jazzdansen i London under många år i teater, TV och film. 
Jane Darling tillbringade en tid i Sverige med gästundervisning vid Balettakademien och arbetade under denna tid också med Ingmar Bergmans film Trollflöjten. Hon återvände till London och arbetade tillsammans med Wayne Sleep, först i musikalen Song and Dance och sedan som solist i Wayne Sleeps egen danstrupp Dash. Darling återvände till Sverige på 1980-talet för att arbeta som modern dansare i Vindhäxor med koreograf Eva Lundquist.
År 1969 mötte hon Matt Mattox, vilket blev inledningen till ett mångårigt samarbete. Darling tog efter en tid över Mattox' undervisning på Dance Center London och blev också för första gången inbjuden till Balettakademien i Stockholm för att där överta Herman Howells undervisning. Hon har undervisat i Mattoxteknik i England och i övriga Europa under 25 år. På Danshögskolan undervisar Darling i jazzteknik sedan 1988.

## Filmografi
Enligt Svensk filmdatabas:
- 1975 – Trollflöjten